# Emilia Uggla
Emilia (Emilie) Maria Sara Sofia Uggla, född 24 februari 1819 i Karlstad, död 15 februari 1855 i Upperud, var en svensk pianist och sångerska.

## Biografi
Uggla var dotter till kapten Carl Wilhelm Uggla och Sara Johanna Frykman. Hon studerade för Olof Willman. 1830 medverkade hon anonymt vid sin första offentliga konsert i Stockholm bara 11 år gammal. Året därpå debuterade hon på Stora Börssalen i Stockholm. Då hon samma år framförde en konsert i Uppsala, blev hon banbrytande genom av framföra så kallad kammarmusik, något som på den tiden normalt endast framfördes av män. 
Uggla har räknats som den första svenska pianist som turnerat i Sverige. Mellan åren 1831 och 1843 turnerade Emilie Uggla som yrkesverksam pianist och sångerska runtom i Sverige. Hon företog sina turnéer under sin fars "överinseende". Mellan 1838 och 1840 höll hon konsertturné i Finland och Ryssland, där hon uppträdde vid det ryska hovet. Hon gjorde två längre resor till Norge och var, enligt Höjers musiklexikon, även i Danmark.
År 1843 kom Emilie Uggla till Upperuds bruk i Dalsland för att där arbeta som musiklärare åt familjen Saint Cyr. Hon gifte sig med brukets förvaltare, Theodor Wilhelm Christian Uggla år 1847. Hon födde sex barn och dog i barnsäng 1855. Emilie Uggla ligger begravd på Skålleruds kyrkogård i Dalsland. 
Poeten Johan Nybom tillägnade henne poemet "Till en ung sångerska".